# Ånholmen (vid Emsalö, Borgå)
Ånholmen är en ö i Esthamnsfjärden väster om Emsalö i Borgå i landskapet Nyland. Ön ligger omkring 17 kilometer sydväst om Borgå centrum.
Ånholmens area är 3,4 hektar och dess största längd är 300 meter i sydväst-nordöstlig riktning.

## Etymologi
Förledet i Ånholm kommer från fornsvenskans 'arn' för örn. I dialekt har a-ljudet förlängts och övergått till å. Öar med namnen Ånholm eller Ånholmen förekommer i Finland i Brändö och Kumlinge på Åland, i Åbolands skärgård och i Borgå.